# Studentprotesterna i Chile 2011
Studentprotesterna i Chile 2011 (Spanska: Movilización estudiantil en Chile de 2011 eller Invierno Chileno dvs. Chilenska vintern) är en serie sammanhängande protester som pågick mellan april 2011 till 2013 bland studenter och elever i Chiles skolor och högskolor. Lärarnas fackförbund och föräldrarna till studenterna/eleverna deltog också i rörelsen, likaså gruvarbetare som varit i strejk av andra anledningar. Protesterna var bland de största sedan demokratin återinfördes i landet 1990.  
2011 års protester skiljer sig från tidigare års genom att nästan samtliga kategorier av  studenter och elever deltog, för första gången deltog studenter och elever både från privata och offentliga lärosäten.  
Chiles Elev och Studentförbund, med talespersonen Gabriel Boric lade fram krav på att få slut på den olagliga vinstverksamheten inom Chiles högskolor och skolor, men president Sebastián Piñera svarade med att kalla utbildning för "konsumtionsvara" och sa att "vinst [inom utbildningsektorn] är kompensation för hårt arbete".
Studentprotesterna medförde att opinionssiffrorna för den sittande presidenten, Sebastián Piñera, har sjönk markant och enligt opinionsundersökningar låg på mellan 25% och 30%, medan stödet för studenternas krav låg på 76%.